# 1486-й гвардейский мотострелковый полк
1486-й гвардейский мотострелковый полк (1486 гв. мсп) — тактическое формирование Сухопутных войск Российской Федерации, созданное для участия во вторжении на Украину. Полк укомплектован мобилизованными жителями Санкт-Петербурга и Ленинградской области. Известен также как «Ленинградский полк».

## История
1486-й мотострелковый полк формировался с 2022 года после объявления мобилизации в России. В создании полка принимало участие Законодательное собрание Санкт-Петербурга, оказавшее материальную и юридическую поддержку военнослужащим. Мобилизованным покровительствуют единороссы и спикер Законодательного собрания Санкт-Петербурга Александр Бельский. Ленинградский полк формировали из уроженцев пяти регионов северо-запада России: Санкт-Петербурга, Республики Коми, а также Ленинградской, Архангельской и Мурманской областей. Военная подготовка проходила под городом Луга.
До весны 2023 г. полк не вёл боевых действий. В мае 2023 года некоторые подразделения полка участвовали в оборонительных боях возле южного берега Берховского водохранилища под Бахмутом.
Согласно расследованию журналистов, в мае 2023 года командир 6-й мотострелковой дивизии, куда входит полк, полковник Марат Оспанов «для поддержания воинской дисциплины» приказал задерживать отказывающихся выполнять приказы военных. Задержание было поручено полковнику Станиславу Иванисову. Полковник Евгений Малышко был назначен «ответственным за убийства военнослужащих, которые, по мнению Оспанова М. Р., не подлежали исправлению». Малышко привлек майора и «начальника связи мотострелкового полка 6-й дивизии» Евгения Борискина, прапорщика Евгения Чуканова, старшего прапорщика Геннадия Мурого и старшего сержанта Романа Тимонина. Борискин, Чуканов и Тимонин поместили пятеро военнослужащих 1307-го полка, одного из 1486-го полка и одного из 1008-го полка 6-й дивизии в подвальное помещение в одном из домов на оккупированной Россией территории Украины, забросали гранатами и добили выстрелами из пистолета. Майор Евгений Борискин погиб 22 июля 2023 года, награжден медалью «За отвагу» и орденом Мужества посмертно.
Командир полка полковник Евгений Вашунин погиб 14 июля 2023 года на Украине. По утверждению спикера Заксобрания Петербурга Александра Бельского, Вашунин был ранен и скончался во время деблокирования группы бойцов Шторм Z.
12 июля 2024 года Указом президента Российской Федерации 1486-му мотострелковому полку присвоено почетное наименование «гвардейский» за массовый героизм и отвагу, стойкость и мужество, проявленные личным составом полка в боевых действиях по защите Отечества и государственных интересов в условиях вооруженных конфликтов.

## Эмблема
Нашивка представляет собой геральдический щит, на котором расположены 2 скрещённых меча, символ города-героя Санкт-Петербурга Медный всадник и георгиевская лента — символ воинской доблести защитников Отечества.